# Küstenarchäologie
Die Küstenarchäologie untersucht die Landschaftsentwicklung, Umweltgeschichte und Siedlungsgeschichte an den Küsten. Dabei bilden Ereignisse wie Sturmfluten und die Suche Kulturspuren eine große Rolle.
In Schleswig-Holstein wurden seit der ersten Hälfte des 20. Jahrhunderts die ersten systematischen küstenarchäologischen Untersuchungen an der Nordseeküste durch Albert Bantelmann von der ehemaligen Abteilung Marschen- und Wurtenforschung des Archäologischen Landesamtes durchgeführt. Dieser nahm seit 1947 seine Untersuchungen wieder mit verschiedenen Ausgrabungen auf Wurten auf. Seit den 1970er Jahren wurden zunehmend die Landschaftsentwicklung und Siedlungsgeschichte ganzer Küstenlandschaften untersucht. Langjährige Untersuchungen wurden seit 1988 beispielsweise von der AG Küstenarchäologie des Forschungs- und Technologiezentrum Westküste der Christian-Albrechts-Universität zu Kiel unter Leitung von Dirk Meier durchgeführt. In Niedersachsen erfolgten Küstenforschungen durch das Institut für historische Küstenforschung.
In einer Arbeitsgruppe wurden zwischen 2011 und 2013 die Kulturspuren im nordfriesischen Wattenmeer auf GIS-gestützter Basis neu erfasst und in einem großformatigen Küstenatlas vorgelegt.

## Objekte
Für die Forschung von besonderer Bedeutung sind Aufbauküsten, an denen über längere Zeiträume an den Uferstreifen neue Flächen angelagert wurden. Kulturen, die den unmittelbaren Uferbereich nutzen, etwa als Küstenfischer, hinterlassen an solchen Orten im Laufe der Zeit an immer weiter hinausreichenden Orten ihre Artefakte bzw. Kulturspuren, die dadurch nach Perioden unterschieden und relativ datiert werden können.
Ein Beispiel für einen solchen Fundort ist Kap Krusenstern in Alaska, wo die Entwicklung der Eskimo-Kulturen über 5000 Jahre nachvollzogen werden kann.
Ein wichtiges Objekt der Küstenarchäologie sind die Veränderungen der Küstenlinie an der deutschen Nordseeküste, wo durch zahlreiche Flutkatastrophen große Landverluste auftraten. So werden hier die Auswirkungen von historischen Sturmfluten untersucht, wie
- Grote Mandränke (Erste Marcellusflut) (1219)
- Ersten Mandränke (Zweite Marcellusflut) (1362)
- Zweiten Mandränke (Burchardiflut) (1634)
- Weihnachtsflut (1717).[1]

Im heutigen nordfriesischen Wattenmeer bilden zahlreiche Kulturspuren, wie Warften, Sodenbrunnen, Deichreste, Flurformen oder Spuren des Salztorfabbaus, wichtige Zeugen der vergangenen Kulturlandschaft, die durch die Gewalten der Sturmfluten wieder zur Natur wurde.